# غرابة (فرع العدين)

تعديل مصدري - تعديل

غرابة هي إحدى قرى عزلة المزاحن بمديرية فرع العدين التابعة لمحافظة إب، بلغ تعداد سكانها 1153 نسمة حسب تعداد اليمن لعام 2004.